# SALOME
SALOME — открытая интегрируемая платформа для численного моделирования. Представляет собой набор пре- и постпроцессинга.

## Общая характеристика
Первоначально задуманная как связующее ПО CAD-CAE, она объединяет в себе различные модули, применяемые в приложениях численного моделирования — от моделирования в САПР до параллельных вычислений. САПР-средства в SALOME имеют достаточно тесную связь с платформой Open CASCADE Technology. Продукты марки SALOME распространяются на условиях GNU Lesser General Public License. Платформа SALOME используется как база для проекта NURESIM (European Platform for NUclear REactor SIMulations), который предназначен для полномасштабного моделирования ядерных реакторов. В основе SALOME прежде всего лежит концепция объектно-ориентированного программирования. SALOME представляет собой набор модулей, которые позволяют выполнять задачи, перечисленные выше.

## Связь со стандартами
- Операционные системы: Linux, UNIX и экспериментальная сборка под Windows
- Архитектура программного обеспечения: CORBA
- Формат обмена и взаимодействия САПР-моделей: STEP, IGES
- Формат представления расчётных сеток: MED, I-DEAS UNV
- Формат представления данных: HDF
- Другие форматы экспорта: DAT (текстовый список узлов и ячеек), STL (триангулированная поверхность)
- Графика: OpenGL

## Связь с другими Open-source проектами
- Open CASCADE Technology
- Qt
- Doxygen
- CVS
- Python
- Omni ORB
- HDF
- Vtk
- Red Hat
- ParaView - в настоящее время является модулем платформы SALOME для визуализации.